# Hare Island (St. John Bay)
Hare Island ("Hazeneiland") is een onbewoond eiland van 0,65 km² dat deel uitmaakt van de Canadese provincie Newfoundland en Labrador. Het ligt in St. John Bay aan de noordwestkust Newfoundland.

## Geografie
Hare Island is het derde grootste eiland in St. John Bay, een grote baai aan de westkust van het Great Northern Peninsula van Newfoundland. Het ligt 1,8 km ten oosten van St. John Island (18 km²), het grootste eiland van de gelijknamige baai.
Het eiland heeft een langwerpige vorm met de zuidwest-noordoostas als lange zijde. Het hoogste punt ligt 30 meter boven de zeespiegel. De dichtstbij gelegen plaats is het op Newfoundland gelegen Barr'd Harbour (6 km verder oostwaarts).